# Łukasz Jerzy Lebedowicz
Łukasz Jerzy Lebedowicz (Lebiedowicz) herbu Szeliga (zm. ok. 1731 roku) – pisarz grodzki bełski w latach 1712–1720, burgrabia bełski w latach 1704–1731, wicesgerent bełski w latach 1704–1706, regent grodzki bełski w latach 1701–1702, podwojewodzi bełski w latach 1699–1700.